# 5327 Gertwilkens
Az 5327 Gertwilkens (ideiglenes jelöléssel (5327) 1989 EX1) a Naprendszer kisbolygóövében található aszteroida. Vavrova, Z. fedezte fel 1989. március 5-én.